# Kalyan
Kalyān är en ort i Indien.   Den ligger i distriktet Thane och delstaten Maharashtra, i den sydvästra delen av landet, 1 100 km söder om huvudstaden New Delhi. Kalyān ligger 10 meter över havet och antalet invånare är 1 262 255.
Terrängen runt Kalyān är platt. Runt Kalyān är det mycket tätbefolkat, med 1 573 invånare per kvadratkilometer. Kalyān är det största samhället i trakten. I omgivningarna runt Kalyān växer huvudsakligen savannskog.